# Blair Cowan
Pour les articles homonymes, voir Cowan.
Pas d'image ? Cliquez ici

a Compétitions nationales et continentales officielles uniquement.

b Matchs officiels uniquement.
Dernière mise à jour le 19 juillet 2023.
Blair Alexander Cowan, né le 21 avril 1986 à Upper Hutt (Île du Nord, Nouvelle-Zélande), est un joueur international écossais d'origine néo-zélandaise de rugby à XV évoluant au poste de troisième ligne aile ou de troisième ligne centre (1,88 m pour 108 kg). Il joue en Major League Rugby au sein du club de Legion de San Diego depuis 2023.

## Biographie
Bien qu'il soit néo-zélandais, Blair Cowan est sélectionnable en équipe d'Écosse car sa mère est née près de Dunoon en Argyll. En octobre 2013, il fait partie du groupe écossais appelé pour la tournée d'automne mais il ne participe à aucun match. Il fait ses débuts avec la sélection écossaise le 7 juin 2014 contre les États-Unis à l'occasion de la tournée d'été de l'équipe d'Écosse en Amérique du Nord. Non sélectionné dans le groupe de départ par Vern Cotter afin de participer à la Coupe du monde, il est ensuite appelé durant la compétition pour pallier la blessure de Grant Gilchrist

## Palmarès

### En club
- Vainqueur de la British and Irish Cup en 2010 avec les Cornish Pirates.
- Finaliste du RFU Championship en 2011[Note 1]  avec les Cornish Pirates.
- Vainqueur du RFU Championship en 2017 et 2019 avec les London Irish.
- Vainqueur du Championnat d'Angleterre en 2018 avec les Saracens.
- Finaliste de la Major League Rugby en 2023 avec le Legion de San Diego.

## Statistiques en équipe nationale
- 18 sélections (13 fois titulaire, 5 fois remplaçant)
- 10 points (2 essais)
- Sélections par année : 6 en 2014, 9 en 2015, 2 en 2016, 1 en 2020
- Tournois des six nations disputés : 2015, 2016

En Coupe du monde :
- 2015 : 2 sélections (Afrique du Sud, Australie)